# Ден Гаџурич
Данијел „Ден“ Гаџурич (енгл. Daniel Dan Gadzuric, IPA: , ( Хаг 2. фебруар 1978) холандски је кошаркаш. Игра на позицији центра.
Гаџуричева мајка је пореклом из Србије, а отац са Светог Винсента и Гренадина.
Од 1998. до 2002. играо је за Калифорнијски универзитет у Лос Анђелесу (UCLA), а затим за неколико НБА-тимова: Милвоки баксе, Голден Стејт вориорсе, Њу Џерзи нетсе и Њујорк никсе. Наступао је и за кинеске Ђангсу драгонсе те у Развојној лиги за Тексас леџендсе.